# IAI Phalcon
IAI EL/M-2075 Phalcon je izraelsko reaktivno letalo za zgodnje opozarjanje in komandni center (AEW&C). AESA radarski sistem sta razvili podjetji Israel Aerospace Industries (IAI) in Elta Electronics Industries. Ameriška organizacija Federation of American Scientists je zatrdila, da je bil Phalcon eden najbolj zmogljivih letečih radarjev na svetu. Radar Phalcon je nameščen v trupu, za razliko od drugih AEW&C letal, ki imajo radar po navadi nameščen nad trupom. Platforma za Phalcona je potniško letalo Boeing 707.
Naslednika Phalcona sta IAI EL/W-2085 (Gulfstream G550) in EL/W-2090 (Iljušin Il-76)